# Bulgarus

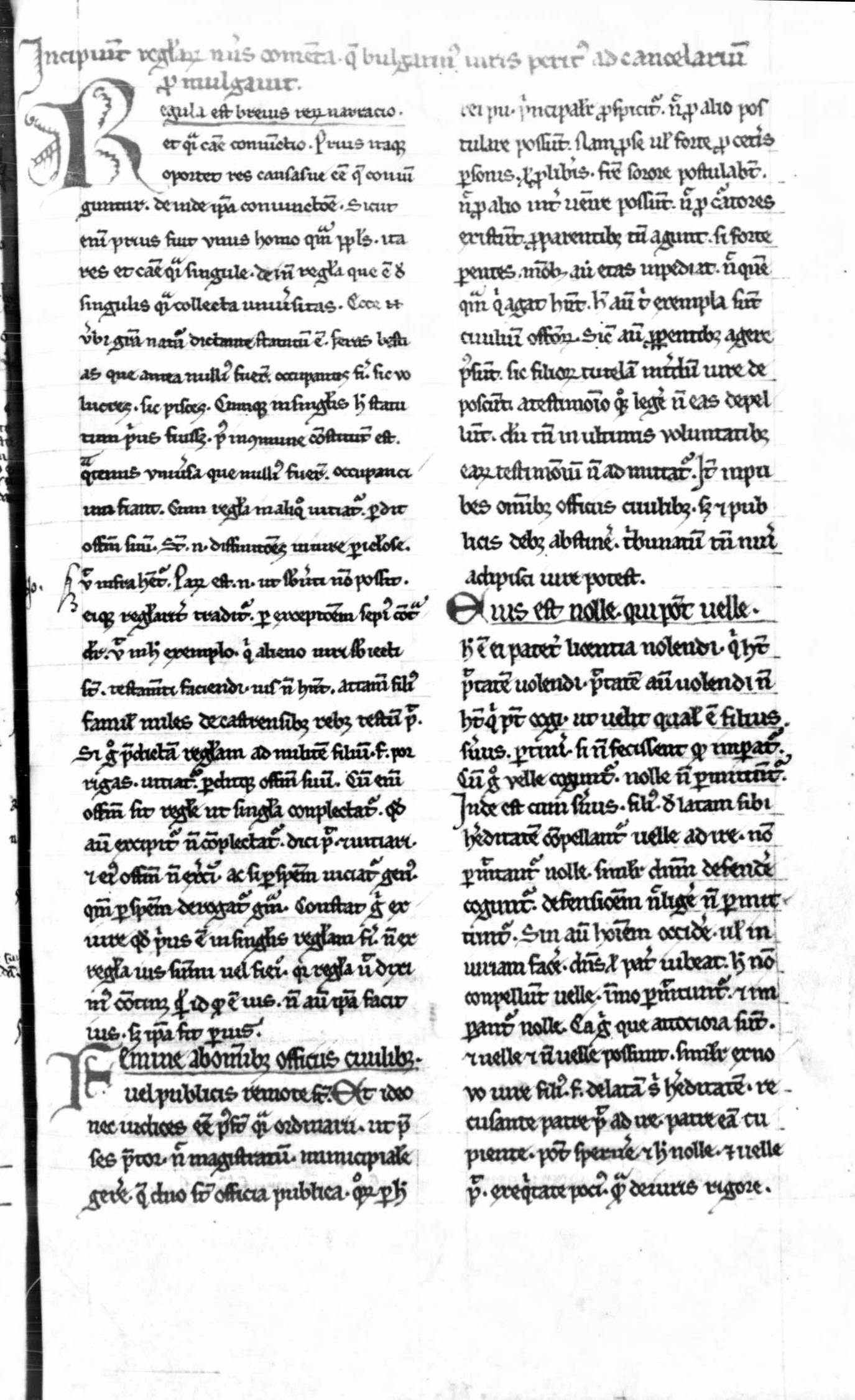
Manuskrypt De regulis iuris Bulgarusa (XIII w.)

Bulgarus (Bulgaro; zm. 1167) – włoski prawnik, jeden z czterech uczniów Irneriusa, tzw. quattuor doctores (Hugo, Jacobus, Martinus), znany glosator. Ze względu na swoje nadzwyczajne wiadomości uzyskał przydomek „złotousty” (os aureum). Autor licznych glos oraz dzieła De regulis iuris i krótkiego traktatu o procedurze De iudiciis.